# Большой Калитниковский проезд
Большо́й Калитнико́вский прое́зд — тупиковая улица в центре Москвы в Таганском районе от Средней Калитниковской улицы. Здесь расположено Калитниковское кладбище, основанное в 1771 году.

## Происхождение названия
Калитниковские проезды (Большой и Малый) названы по Калитниковскому кладбищу, получившему название в свою очередь по местности Калитники, где жили калитники — мастера, делавшие кожаные сумки и кошели (калиты). Большой Калитниковский проезд получил своё название в 1983 году.

## Описание
Большой Калитниковский проезд начинается от Средней Калитниковской и проходит на юг к церкви Всех Скорбящих Радость на Калитниковском кладбище.

## Здания и сооружения
- Владение 11 — Калитниковское кладбище, Храм иконы Божией Матери Всех Скорбящих Радость на Калитниковском кладбище.